# La Victoire (Haïti)
La Victoire ("La Viktwa" en créole Haïtien) est commune d'Haïti dans le département du Nord et de l'Arrondissement de Saint-Raphaël. Autrefois, elle s’appelait David Troy. Elle a été fondée en 1848. Elle est devenue Commune en 1942. Les habitants de La Victoire se nomment Victoriens.  

## Situation géographique
La commune est limitée au nord par la commune de Ranquitte, au sud par la commune de Cerca-Carvajal, à l’est par la commune de Mombin-Crochu et à l’ouest par la commune de Pignon.

## Climat
La Victoire possède un climat de savane à hiver sec selon la classification Köppen-Geiger. Elle est sujette à un taux important de précipitations, en moyenne 786,2 mm par an, et à une forte température moyenne de 29,1 °C. 

## Démographie
Selon les chiffres fournis par l’Hôpital Bienfaisance (juillet 2017), la population est estimée à 16930 habitants.

## Sites naturels et monuments historiques
Au niveau de la rivière Guape se trouve un espace, dénommé basen long beach très fréquenté par les jeunes de la commune et par les ressortissants d'outre mer pour organiser des journées et autres activités culturelles.

## Culture et loisirs
La commune dispose de quelques infrastructures de loisirs et culturels, notamment :
- deux discothèques : le "Victoria Nouvelle Vague" et "My Dream Country Club", Youkaphotography
- une salle de cinéma,
- des gaguères (salle de combat de coq).